# Chhatarpur (distrikt)
Chhatarpur är ett distrikt i Indien.   Det ligger i delstaten Madhya Pradesh, i den centrala delen av landet, 500 km sydost om huvudstaden New Delhi. Antalet invånare är 1 762 375.
Följande samhällen finns i Chhatarpur:
- Chhatarpur
- Nowgong
- Khajuraho
- Bijāwar
- Harpālpur
- Rājnagar
- Chandla
- Bakswāho